# Ишояб III
Ишояб (Ишояв, Ишойав, Ишоʿйав) III Великий (сир. ܫܘܥܝܗܒ ܬܠܬܝܐ; с сир. «Иисус даровал»; VI век — 659, Monastery of Beth Abe) — католикос-патриарх Церкви Востока с 649 года по 659 год.
В соответствии с датировкой, предложенной французским сирологом Ж. М. Фие годы патриаршества Ишояба принято ограничивать 649 и 659 годом. Почитается в церквях доэфесской традиции, память совершается во 2-ю пятницу периода Благовещения.

## Биография
Ишояб родился в селении Куфлана провинции Адиабена государства Сасанидов в семье зажиточного персидского землевладельца. Богословское образование он получил в Нисибинской школе, которую покинул в 601 году  вместе с другими учениками из-за несогласия с богословскими взглядами ректора школы Хнаны Адиабенского. Принял монашество в обители Бет-Аве (Бет-Абе), католикосом Ишоябом II был рукоположен в епископа Ниневии, в которой активно боролся с яковитами. В 630 или 631 году Ишояб по поручению персидских властей был направлен в Византию в составе персидской делегации для переговоров, а затем был назначен митрополитом Адиабены. Незадолго до начала патриаршества Ишояба III, Персия была завоёвана арабами, что привело к изменению жизни христиан Персии. К примеру, в письмах Ишояба III упоминается массовое обращение в ислам христиан Мазуна с целью избежать налогового гнёта.
В период с 647 по 650 год был рукоположен в католикоса Церкви Востока. Значительную часть патриаршества Ишоябу удавалось поддерживать отношения с мусульманскими властями. Однако денежный конфликт привёл к заключению Ишояба под стражу и разрушению нескольких христианских храмов. После освобождения Ишояб решил перенести свою резиденцию из  Селевкии-Ктесифона в обитель Бет-Аве. Он попытался создать духовную школу при монастыре, но, встретив противодействие братии обители, перенес её в родное селение Куфлана. Находясь при смерти назначил преемником своего ученика Георгия.
При Ишоябе III была проведена систематизация богослужения. Согласно церковному преданию, Ишояб был автором воскресного антифонария и определил три основные литургические анафоры.

## Сочинения
Ишоябу принадлежит собрание писем, написанных им в течение всей жизни (будучи епископом, митрополитом и католикосом). Ишояб является автором биографии последнего христианского мученика сасанидской эпохи Ишосаврана, которую французский востоковед Ж.-Б. Шабо назвал одним из лучших произведений сирийской литературы. Также Ишояб является автором догматических трактатов, проповедей, заупокойных молитв и назиданий.